# Катастрофа CRJ-200 під Алмати
Авіакатастрофа під Алматою — авіаційна катастрофа літака казахстанського авіперевізника «SCAT» 29 січня 2013 року, який здійснював рейс Кокшетау — Алмати. Всі, хто знаходився на борту літака (21 чоловік, в тому числі 5 членів екіпажу) загинули.

## Обставини катастрофи
29 січня 2013 року, близько 13:00 години літак Bombardier CRJ-200 авіакомпанії «SCAT», який здійснював рейс DV760 по маршруту Кокшетау — Алмати, не долетівши близько 5 кілометрів до аеропорту Алмати, зазнав аварії поблизу селища Кизилту, Ілійського району, Алматинської області. На борту повітряного судна знаходилися 5 членів екіпажу і 16 пасажирів. 
Близько 14:00 до служби екстреного реагування надійшов дзвінок з повідомленням про падіння літака, на місце катастрофи виїхали фахівці Республіканського оперативно-рятувального загону МНС та три одиниці техніки. За даними МНС Казахстану на місці падіння літака працювали оперативні групи ДНС Алмати і Алматинської області, а також пожежні, рятувальні та медичні підрозділи загальною чисельністю 123 чоловік та 33 одиниці техніки. На місці аварії літака був виявлений бортовий самописець, який був направлений для розшифровки в Міждержавний авіаційний комітет. Головною транспортною прокуратурою за фактом аварії було порушено та прийнято до свого провадження кримінальну справу за частиною 3 статті 295 («Порушення правил безпеки руху та експлуатації залізничного, повітряного або водного транспорту») кримінального кодексу Казахстану.
В той же день Президент Казахстану Нурсултан Назарбаєв висловив співчуття рідним і близьким загиблих під час аварії, а також дав розпорядження щодо надання необхідної допомоги родичам загиблих. 31 січня 2013 року розпорядженням президента Казахстану було оголошено національний траур.

## Список загиблих
| Екіпаж                                                              |
| ------------------------------------------------------------------- |
| Євдокімов Володимир Миколайович, командир повітряного судна         |
| Шарапов Олександр Володимирович, пілот                              |
| Бабаян Святослав Артурович, пілот-стажер                            |
| Кривоносова Ірина Миколаївна, бортпровідниця                        |
| Аспандіярова Діна, бортпровідниця                                   |
| Пасажири                                                            |
| Дюсєнов Галимжан Багітжанович, 1974 р. н., Кокшетау                 |
| Рахімбєк Індіра Рахімбєковна, 1974 р. н., Кокшетау                  |
| Бахітжан Бекжан, 2011 р. н., син Дюсєнова Г. і Рахімбєк І.          |
| Дюсбаєв Дюсехан, 1949 р. н., Кокшетау                               |
| Лотков Микола Миколайович, 1981 р. н., Кокшетау                     |
| Малгаждаров Кайсар Магжанович, 1969 р. н., Петропавловськ           |
| Нізамов Акрам Мухумдінович, 1977 р. н., Бішкек, громадянин Киргизії |
| Омаров Абільжан Карімович, 1968 р. н., Кокшетау                     |
| Оразбаєв Марат Бєрлікович, 1969 р. н., Кокшетау                     |
| Сєріков Олександр Іванович, 1980 р. н., Щучинськ                    |
| Шутіков Арсен Айтказієвич, 1974 р. н., Алмати                       |
| Єскєндіров Аскар Кадігєрович, 1975 р. н., Кокшетау                  |
| Жаворонков Іван Вікторович, 1968 р. н., Кокшетау                    |
| Хусаїнов Аскар Єркінович, 1989 р. н., Алмати                        |
| Фєйст Володимир, 1956 р. н., Алмати                                 |
| Рубас Олександр Васильович, 1960 р. н., Кокшетау                    |